# 木村実
木村 実（きむら みのる、1982年2月26日 - ）は、神奈川県出身のプロバスケットボール選手である。ポジションはガード。185cm、85kg。

## 来歴
桐光学園高校を経て東洋大学を卒業後、関東実業団の新生紙パルプ商事に入社。全日本社会人に2年連続で出場し、第3回（2007年）で準優勝となる。
2008年、クラブチームの横浜ギガスピリッツへ移籍。
2009年、ドラフト外で東京アパッチに入団。
2011年、横浜ビー・コルセアーズに移籍。2012-13シーズンbjリーグ優勝に貢献。
2013年オフ、岩手ビッグブルズに移籍。
2014年オフ、ライジング福岡に移籍。

## 経歴
- 東洋大 - 新生紙パルプ商事 - 横浜ギガスピリッツ - 東京（2009年〜2011年） - 横浜（2011年〜2013年） - 岩手（2013年〜2014年） - 福岡（2014年